# قيزيق متطاول
قيزيق متطاول (الاسم العلمي:Cyzicus elongatus) (بالإنجليزية: Elongate clam shrimp)‏ هو نوع من الحيوانات يتبع جنس القيزيق من فصيلة القيازق.